# 록맨의 비디오 게임 목록
이하 목록은 130 개가량 있는 록맨 게임들의 제목을 수록한다. 표기된 발매일은 플랫폼에 상관없이 국가별로 처음으로 출시된 날짜를 가리킨다.

## 록맨
- 록맨 / 메가맨 - 패미컴, 1987년 12월 17일 (일본)
- 록맨 2: Dr. 와일리의 수수께끼 / 메가맨 2 - 패미컴, 1988년 12월 24일 (일본)
- 록맨 3: Dr. 와일리의 최후!? / 메가맨 3 - 패미컴, 1990년 9월 28일 (일본)
- 록맨 4: 새로운 야망!! / 메가맨 4 - 패미컴, 1991년 12월 6일 (일본)
- 록맨 5: 블루스의 함정!? / 메가맨 5 - 패미컴, 1992년 12월 4일 (일본)
- 록맨 6: 사상 최대의 싸움!! / 메가맨 6 - 패미컴, 1993년 11월 5일 (일본)
- 록맨 7: 숙명의 대결! / 메가맨 7 - 슈퍼 패미컴, 1995년 3월 24일 (일본)
- 록맨 8: 메탈 히어로즈 / 메가맨 8 - 플레이스테이션 & 세가 새턴, 1996년 12월 17일 (일본)
- 록맨 & 포르테 / 메가맨 & 베이스 - 슈퍼 패미컴, 1998년 4월 24일 (일본)
- 록맨 9: 야망의 부활!! / 메가맨 9 - Wii, 플레이스테이션 네트워크, 엑스박스 라이브 아케이드, 2008년 9월 22일 (북미)
- 록맨 10: 우주로부터의 위협!! / 메가맨 10 - Wii, 플레이스테이션 네트워크, 엑스박스 라이브 아케이드, 2010년 3월 1일 (북미)
- 록맨 11: 운명의 톱니바퀴!! / 메가맨 11 - 닌텐도 스위치, 플레이스테이션 4, 엑스박스 원, 2018년 10월 2일 (북미)

### 리메이크 및 재발매
- 록맨 메가 월드 / 메가맨: 더 와일리 워즈 - 메가 드라이브, 1994년 10월 21일 (일본)
- 록맨 컴플리트 웍스 - 플레이스테이션, 1999년 (일본)
- 록맨: 배틀 & 파이터즈 - 네오지오 포켓 컬러, 2000년 (일본)
  - 록맨 파워 배틀 파이터즈 - 플레이스테이션 2, 2004년 (일본)
- 록맨 컬렉션 스페셜 박스 - 플레이스테이션 2, 2003년 (일본)
- 메가맨 애니버서리 컬렉션 - 게임큐브, 플레이스테이션 2, 엑스박스, 2004년
- 록맨 록맨 / 메가맨 파워드 업 - 플레이스테이션 포터블, 2006년 3월 2일 (일본)
- 메가맨 레거시 컬렉션 - 닌텐도 3DS, 플레이스테이션 4, 엑스박스 원, 윈도우, 2015년 8월 25일 (북미)
- 메가맨 레거시 컬렉션 2 - 플레이스테이션 4, 엑스박스 원, 윈도우, 2017년 8월 8일 (전세계)

### 휴대용
- 록맨 월드 / 메가맨: Dr. 와일리의 복수 - 게임보이, 1991년
- 록맨 월드 2 / 메가맨 II - 게임보이, 1991년
- 록맨 월드 3 / 메가맨 III - 게임보이, 1992년
- 록맨 월드 4 / 메가맨 IV - 게임보이, 1993년
- 록맨 월드 5 / 메가맨 V - 게임보이 (슈퍼 게임보이 지원), 1994년
- 메가맨 - 게임 기어, 1995년
- 록맨 & 포르테: 미래로부터의 도전자 - 원더스완, 1999년
- 록맨: 배틀 & 파이터즈 - 네오지오 포켓 컬러, 2000년

### 스핀오프
- 파치슬롯! 록맨 - 핀볼, 1992년
- 와일리 & 라이트의 록보드 - 패미컴, 1993년
- 록맨즈 사커 / 메가맨 사커 - 슈퍼 패미컴, 1994년
- 록맨: 더 파워 배틀 / 메가맨: 더 파워 배틀 - 아케이드, 1995년
- 록맨: 더 파워 파이터즈 / 메가맨: 더 파워 파이터즈 - 아케이드, 1996년
- 록맨 배틀 & 체이스 / 메가맨 배틀 & 체이스 - 플레이스테이션, 1997년
- 슈퍼 어드벤처 록맨 - 플레이스테이션, 세가 새턴, 1998년
- 스트리트 파이터 X 메가맨 - 윈도우, 2012년

### 기타
- 메가맨 - MS-DOS, 1990년
- 메가맨 III - MS-DOS, 1992년
- 록맨 온라인 - 윈도우, 발매취소
- 메가맨 유니버스 - 윈도우, 발매취소

## 록맨 X
- 록맨 X / 메가맨 X - 슈퍼 패미컴, MS-DOS, iOS, 1993년
- 록맨 X2 / 메가맨 X2 - 슈퍼 패미컴, 1994년
- 록맨 X3 / 메가맨 X3 - 슈퍼 패미컴, 플레이스테이션, 세가 새턴, 윈도우, 1995년
- 록맨 X4 / 메가맨 X4 - 플레이스테이션, MS-DOS, 1997년
- 록맨 X5 / 메가맨 X5 - 플레이스테이션, MS-DOS, 2000년
- 록맨 X6 / 메가맨 X6 - 플레이스테이션, 윈도우, 2001년
- 록맨 X7 / 메가맨 X7 - 플레이스테이션 2, 윈도우, 2003년
- 록맨 X8 / 메가맨 X8 - 플레이스테이션 2, MS-DOS, iOS, 2004년
- 록맨 X: 사이버 미션 / 메가맨 엑스트림 - 게임보이 컬러, 2000년
- 록맨 X: 소울 이레이저 / 메가맨 엑스트림 2 - 게임보이 컬러, 2001년
- 록맨 X: 커맨드 미션 / 메가맨 X: 커맨드 미션 - 플레이스테이션 2, 게임큐브, 2004년

### 리메이크 및 재발매
- 록맨 컬렉션 스페셜 박스 - 플레이스테이션 2, 2003년
- 메가맨 X 컬렉션 - 게임큐브, 플레이스테이션 2, 2005년
- 이레큘러 헌터 X / 메가맨 매버릭 헌터 X - 플레이스테이션 포터블, 2005년

## 록맨 대시
- 록맨 대시: 강철의 모험심 / 메가맨 레전즈 - 플레이스테이션, 닌텐도 64, 윈도우, 플레이스테이션 포터블, 1997년
- 트론과 꼬붕 / 트론 본의 불운 - 플레이스테이션, 1999년
- 록맨 대시 2: 위대한 유산 / 메가맨 레전즈 2 - 플레이스테이션, 윈도우, 플레이스테이션 포터블, 2000년
- 록맨 대시: 다섯 섬 대모험 - 모바일, 2008년

## 기타
- 록맨 Xover - iOS, 안드로이드, 2012년